# تپه کانی جیران
تپه کانی جیران مربوط به سده‌های میانه و متآخر دوران‌های تاریخی پس از اسلام است و در شهرستان سنقر، بخش مرکزی، روستای لیلمانج واقع شده و این اثر در تاریخ ۱۱ مرداد ۱۳۸۴ با شمارهٔ ثبت ۱۲۴۹۲ به‌عنوان یکی از آثار ملی ایران به ثبت رسیده است.